# Rita Knüppel
Rita Knüppel (* 1950) ist eine ehemalige deutsche Handballspielerin.

## Werdegang
Knüppel spielte in den 1970er und 1980er Jahren für den Hamburger Verein SC Union 03 in der Bundesliga und übernahm 1980 im Alter von 30 Jahren das Amt der Spielertrainerin. Für die Bundesrepublik Deutschland bestritt sie 13 Länderspiele. Später verlegte sie sich auf die Tätigkeit als Trainerin beim SC Union 03, kehrte im Januar 1982 aber als Spielertrainerin aufs Feld zurück. Am Ende der Bundesligasaison 1981/82 trat sie als Spielerin zurück und beschränkte sich beim SC Union 03 auf die Tätigkeit als Trainerin. Ende Januar 1983 ab sie das Amt im Anschluss an eine Niederlage gegen Holstein Kiel ab.